# エストニア音楽アカデミー
エストニア音楽アカデミー（英語: The Estonian Academy of Music and Theatre、公用語表記: Eesti Muusika- ja Teatriakadeemia）は、エストニアタリンに本部を置くエストニアの音楽大学。1918年創立、1918年大学設置。

## 沿革
1918年に設立された。タリン音楽院とも呼ばれていた。

## 組織
現在はおよそ560人の学生と260人の教員がいる。著名な卒業生に作曲家のアルヴォ・ペルトがいる。

## 音楽院院長・学長
- 1923～1933年 Jaan Tamm
- 1933～1940年 Juhan Aavik
- 1940年8月～11月 (演技監督)Riho Päts
- 1940–1941年 (副院長)Ksenia Aisenstadt
- 1940年11月～1941年 (院長代理)Ksenia Aisenstadt
- 1941年2月～1944年 (ディレクター)Vladimir Alumäe
- 1941～1944年 Juhan Aavik
- 1944～1948年 Vladimir Alumäe
- 1948～1951年 ブルノ・ルック
- 1951～1952年 Georg Ots
- 1952～1964年 Eugen Kapp
- 1964～1970年 Vladimir Alumäe
- 1970～1982年 Viktor Gurjev
- 1982～1992年 Venno Laul
- 1992～2017年 Peep Lassmann
- 2017年～　Ivari Ilja